# Typhlops proancylops
Espèce
Typhlops proancylops est une espèce de serpents de la famille des Typhlopidae. 

## Répartition
Cette espèce est endémique d'Hispaniola. Elle se rencontre entre 300 et 600 m d'altitude à Haïti dans les départements du Sud-Est et de l'Ouest et en République dominicaine dans la province d'Independencia.

## Publication originale
- Thomas & Hedges, 2007 : Eleven new species of snakes of the genus Typhlops (Serpentes: Typhlopidae) from Hispaniola and Cuba. Zootaxa, no 1400, p. 1-26.